# Rournatec paví
Rournatec paví je mnohoštětinatec žijící přisedle uvnitř ochranné rourkovité schránky, připomínající tuhostí kaučuk. Schránka se z mořského dna tyčí do výšky asi 15 centimetrů. Její vrchní část pokrývá jemná vrstva bahna, zatímco přízemní část je trvale přichycena na zbytcích mušlí či kamenech. Z oranžovožlutého nebo šedofialového těla vyčnívá jen věnec žeber. Tvoří ho dva poloobloukovité laloky, na kterých je 8 až 45 zelenkavých vláken. Ty tvoří určitý druh nálevky sloužící k dýchání a rovněž k proudění potravy do úst. Už při minimálním pohybu vody vtáhne rournatec svůj věnec dovnitř schránky.
- Velikost: 10–25 centimetrů
- Biotop: mořské dno v hloubce 100 metrů